# Кекстон, Уильям
Уильям Кекстон, также Кэ́кстон (William Caxton; около 1422, Кент — 1491, Вестминстер) — английский издатель-первопечатник, в 1470-х годах основавший первую типографию в Лондоне неподалёку от Вестминстерского аббатства. Первой точно датированной английской печатной книгой стали «Изречения философов» (1477), за которыми последовали труды Чосера, Боэция, Овидия, Вергилия, Боккаччо, множество рыцарских романов и, наконец, «Смерть Артура» Т. Мэлори.

## Биография

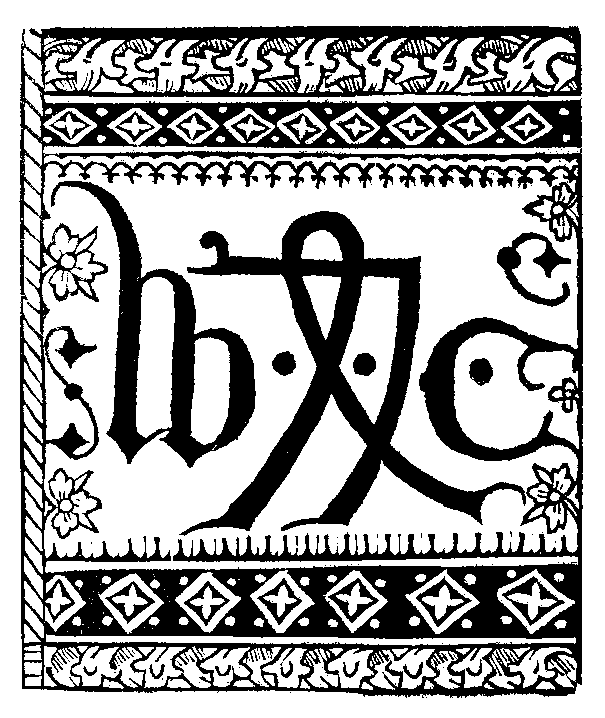
Колофон Кекстона, впервые появившийся в «Изречениях философов» (1477)

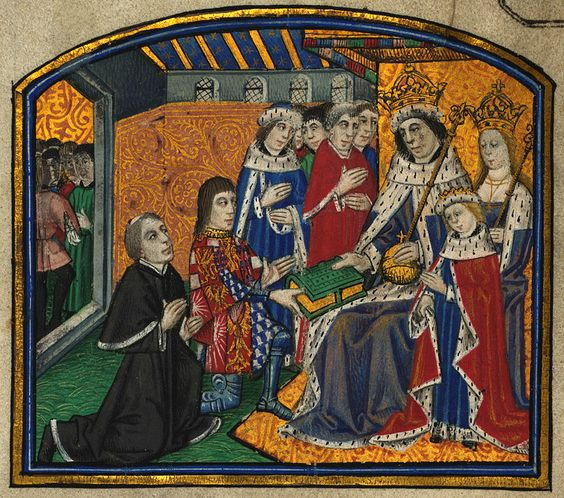
Уильям Кэкстон и Энтони Вудвилл, граф Риверс, подносящие королю Эдуарду IV первую напечатанную в Англии книгу «Изречения и высказывания философов». Миниатюра из рукописи 1480 г.

Точная дата рождения Кекстона неизвестна, считается, что это примерно 1422 год. Начиная с 1438 года он служил у лондонского лавочника, торговца шерстью Роберта Ладжа, а следующие тридцать лет своей жизни провёл во Фландрии, в Брюгге, где в 1465—1470 годах занимал должность губернатора гильдии заморских купцов Лондона.
Примерно в 1470 году Уильям Кекстон начинает служить переписчиком у сестры Эдуарда IV и Ричарда III, герцогини Маргариты Бургундской. В новой должности бывший коммерсант получает возможность больше путешествовать, включая поездки на континент. После поездки в Кёльн скучная работа переписчика была заброшена благодаря знакомству с новым изобретением — печатным станком. В Брюгге Кекстон в сотрудничестве с фламандцем Коларом Мансионом приступает к немедленному налаживанию книгопечатания.

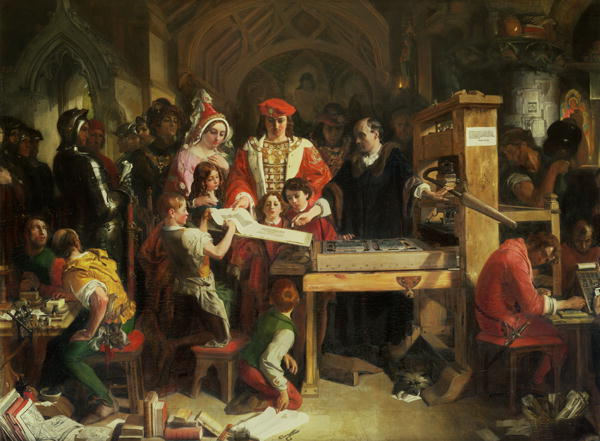
Уильям Кэкстон, показывающий свой печатный станок в Вестминстере королю Эдуарду IV. Худ. Дэниел Маклис (1851)

Свою первую типографию Уильям Кекстон поместил в Вестминстерской богадельне в 1476 году. В предисловии к первой вышедшей из неё книги, «Собранию повествований о Трое» Рауля Лефевра, переведённой им самим с французского языка, можно встретить слова издателя:

Переписывая одно и то же, моё перо исписалось, моя рука устала и ослабела, мои глаза, долго смотря на белую бумагу, потускнели, а моё мужество не так быстро и склонно к работе, как было прежде, потому что с каждым днём ко мне подкрадывается старость и ослабляет всё тело, а между тем я обещал различным господам и моим друзьям доставить им как можно скорее названную книгу в печать по тому способу и виду, какие вы можете видеть; она не написана пером и чернилами, как другие книги, так что каждый может получать их только один раз, но все экземпляры этой истории были в один день начаты и в один же день окончены.

Негоциант в прошлом, Кекстон долгое время оставался деловым, практичным человеком, выполняя преимущественно дешёвые заказы священников и учёных — перепечатывал небольшие брошюры и учебники, а также более дорогие для высшего сословия — «весёлые и забавные рыцарские рассказы», легенды о короле Артуре и рыцарях Круглого Стола.
Рядом с его геральдическим щитом, с красной полосой посередине, появляется объявление:

Если кому, духовному или мирянину, угодно купить требник двух или трёх Солсберийских поминаний, напечатанный в виде настоящего письма вполне хорошо и верно, тот пусть придёт в Вестминстер в богадельню под красным столбом; там он получит их за дешёвую цену.

В 1482 году он опубликовал «Всемирную хронику» (Polychronicon) Ранульфа Хигдена (1394) в переводе корнского историка Джона Тревизы (1387), осовременив её язык и продолжив изложение событий до 1461 года. 31 июля 1485 года выпустил роман Томаса Мэлори «Смерть Артура», разделив его на 21 книгу и 507 глав, добавив к ним в качестве оглавления список рубрик, а также собственное предисловие и заключение.
Сталкиваясь с невозможностью печатать на английском языке многие популярные произведения, Кекстон переводил их сам. Всего собственные переводы Кекстона насчитывают более 400 печатных страниц. Работа над переводами вынудила его заняться модернизацией английского языка, что сделало его значительной фигурой в области лингвистики. Соединяя французскую изысканность и английскую педантичность, переводчик также пытался сделать литературу более понятной для современного читателя.
За свою жизнь Кекстон выпустил более ста изданий под издательской маркой W. C., его типографию унаследовал ученик Уинкин де Уорд, основатель первой издательской фирмы в Англии, продолживший дело мастера. Сохранившие образцы его изданий можно встретить в библиотеке Кембриджского университета, Британском музее и в частных коллекциях.

## Вклад в развитие английского языка
Всю свою жизнь Уильям Кекстон оставался преимущественно торговцем, а не просветителем, и в его интересах было продать как можно большее число книг по сходной цене. Для этого ему необходимо было выбрать язык, который был бы понятен большинству читателей.
Он собирал сведения о бытовавших в то время английских диалектах и на их основе уже составлял графический облик слов. Первым решительным шагом к изменению языка в сторону унификации стало «Собрание повествований о Трое» Лефевра, которое Кекстон в 1476 году принес герцогине Маргарите Бургундской, сестре английского короля Эдуарда IV Маргарите Йоркской. Маргарита предположительно лично редактировала сочинение Лефевра, хотя точно неизвестно, что конкретно она исправляла и как выглядел первоначальный вариант книги. Так стремление к выгоде оказало добрую услугу становлению английской орфографии.

## Память
- В честь него было названо научно-просветительское общество историков и антиквариев «Общество Кекстона»[англ.], основанное в 1845 году в Оксфорде и публиковавшее комментированные тексты памятников средневековой английской литературы.
- В честь Кекстона (в транскрипции «Какстон») была названа построенная в 1905 году в Великобритании канонерская лодка, позднее принявшая участие в Гражданской войне в России и после захвата красными переименованная в «Коммунист».[9]